# Immer wenn der Steiner kam
Immer wenn der Steiner kam ist ein zweiteiliger Dokumentarfilm des Studios H & S von Walter Heynowski und Gerhard Scheumann aus dem Jahr 1976.

## Handlung
1971 wird Rolf Steiner als Gefangener von Uganda in den Sudan überführt. Hier wird er von Presse- und Filmleuten umringt, was die Frage aufwirft, wer dieser Mann ist. Der 1933 geborene Bürger der Bundesrepublik Deutschland ist es gewohnt vor Kameras zu stehen. Der Film beginnt mit einer schriftlichen Erklärung Steiners, dass er in keiner Weise zu seinen Ausführungen genötigt wurde und dass es sich beim Studio H & S um eine Filmfirma aus der DDR handelt. Unterzeichnet wurde dieses Schreiben am 1. August 1971 in Khartum, wo die Interviewaufnahmen entstanden.
Seine militärische Karriere beginnt im Alter von 18 Jahren in der französischen Fremdenlegion. Schon der erste Kriegsschauplatz prägt ihn für sein weiteres Leben. Er wird in Indochina als Kommandomann eingesetzt, dessen Hauptaufgabe die Durchführung von Operationen im Hinterland des Feindes ist. Ein großer Teil seiner Gruppe besteht aus abtrünnigen Soldaten der kommunistischen Việt Minh, er selbst hat den Dienstgrad eines Unterleutnants. An seine Beteiligung an der Schlacht um Điện Biên Phủ möchte er nicht erinnert werden und er will auch nicht darüber sprechen. Er lernte in Indochina einzelne Kampfmethoden, eine historische Lektion begreift er jedoch nicht, stellt die Stimme aus dem Off fest.
Nach der Rückkehr aus Indochina wird Rolf Steiner mit der Fremdenlegion in Algerien eingesetzt, wo zu dieser Zeit ein Aufstand um die Unabhängigkeit in den Bergen beginnt. Seine Aufgabe ist die Durchführung von Polizeiaktionen gegen die Rebellen. In den Fragen der militärischen Ausrüstung gibt es im Algerienkrieg keinen Vergleich zu Indochina, denn hier werden sie mit den aktuellsten Waffen versorgt, selbst moderne Hubschrauber und Flugzeuge sind kein Problem. Steiner wird Ausbilder einer Spezialeinheit für Kampfschwimmer und Fallschirmjäger, die sich durch besondere Brutalität einen Namen macht. Er selbst ist über 300 Mal mit dem Fallschirm abgesprungen. Er berichtet auch, wie sie gegen die algerischen Kämpfer auf tunesischen Staatsgebiet vorgehen, deren Rückzugsorte sich dort befinden. Das ist allerdings völkerrechtlich nur möglich, wenn man sich wissentlich auf der Landkarte irrt, anders wäre es nicht zulässig eine Operation auf der anderen Seite der Grenze zu unternehmen. Dafür gibt es der Form halber aber Disziplinarstrafen. Offiziell dagegen ist ein Einsatz 1956 am Suezkanal, als auch seine Einheit in Ägypten einmarschierte. Sein höchster Dienstgrad in der Fremdenlegion ist Oberleutnant und die Gefahrenzulagen übersteigen deutlich die Höhe seines Gehalts.
Nach einigen Jahren in Europa, die er in erster Linie in Frankreich verbringt, in denen er heiratet und seine Dienste den Geheimdiensten zur Verfügung stellt, zieht es ihn an einen neuen Kriegsschauplatz. In geheimer Mission verlässt Steiner 1967 Europa, um auf dem afrikanischen Kontinent eine ganze Division, unter dem Zeichen des Totenkopfs, in blutige Gefechte zu führen. In Biafra nimmt er die Staatsbürgerschaft des Landes an und wird zum Oberst befördert. Dieser Einsatz beginnt allerdings auch erst mit einem kleinen Kommando, welches Aktionen hinter den feindlichen Linien durchzuführen hat und immer größer wird, bis es die Stärke einer Division mit 17.900 Soldaten erreicht. Ursache dieses Biafra-Krieges ist eine Gebietsreform in Nigeria, bei der der Militärgouverneur der Süd-Ostregion Chukwuemeka Odumegwu Ojukwu die Unabhängigkeit Biafras ausruft. Da es hier um viel Erdöl geht, will der nigerianische Staat Biafra nicht anerkennen und marschiert mit seinen Truppen ein. Steiner gehört mit seiner Division nicht zur normalen Armee, sondern ist dem Staatschef Ojukwu, mit dem ihn auch eine persönliche Freundschaft verbindet, unterstellt. Immer wieder betont Rolf Steiner in dem Interview, dass Öl der eigentliche Hauptgrund des Krieges ist, der durch seine Mithilfe um etwa ein Jahr verlängert wird, wie er selbst behauptet. Nach dem Zusammenbruch Biafras kehrt der ehemals biafranische Offizier Steiner, mit Unterstützung der deutschen Botschaft in Gabun, als ziviler Bundesbürger nach Deutschland zurück.
Der nächste geheime Auftrag führt Rolf Steiner wieder nach Afrika. In Rom bitten ihn kirchliche Anhänger der südsudanesischen Bevölkerung um Unterstützung beim bereits 15 Jahre währenden Kampf gegen die sudanesischen Regierungstruppen. Die weiterführenden Verhandlungen darüber werden dann, gemeinsam mit dem britischen Geheimdienst, in Deutschland geführt. Von Kampala in Uganda, wo das Büro der Deutschen Lufthansa die Anlaufstelle Steiners ist, wird er auch mit einem Charterflugzeug der Lufthansa in den Südsudan geflogen, denn eine Einreise auf dem Landweg wird, wegen der dort existierenden Straßensperren, ausgeschlossen. Seine erste Aufgabe besteht darin, Start- und Landebahnen für Flugzeuge zu erkunden, die militärische Lieferungen für die Rebellenarmee Anya-Nya bringen sollen. Da solche nicht vorhanden sind, werden diese mit der Unterstützung Steiners errichtet. Militärische Aktionen befehligt er zu dieser Zeit nicht, denn seine Aufgabe besteht in Erkundungen, zu denen auch die Beziehungen zur international nicht anerkannten südsudanesischen Regierung gehören. Um sein Engagement für sich moralisch zu rechtfertigen, nimmt er die Staatsbürgerschaft Südsudans an. Dieser erste Aufenthalt, bei dem er auch als militärischer Ausbilder auftritt, dauert etwa sechs bis sieben Wochen, nach denen er wieder nach Deutschland zurückkehrt.
Hier lässt er die erste, von ihm selbst entworfene, Fahne Südsudans anfertigen. Auch ein Nationalemblem entwirft Steiner, welches in den, in Deutschland hergestellten, Briefköpfen und Stempeln der südsudanesischen Regierung Einzug findet. Auf einem solchen Brief erhält Steiner seine Berufung zum Obersten Befehlshaber der Armee. Verbunden damit sind mehrere Vollmachten, die ihn berechtigen, im Auftrag der südsudanesischen Regierung zu handeln. Nun geht Steiner ein zweites Mal in den Südsudan, jetzt auch für den amerikanischen Geheimdienst. Er versucht, die einzeln und verstreut agierenden Rebellen zu einheitlichen Formationen einer gemeinsamen Armee zusammenzufassen. Um das zu verwirklichen, übergibt er den Amerikanern eine Wunschliste von militärischen Ausrüstungsgegenständen im Wert von etwa 10 Millionen Dollar. Als sich Steiner wieder auf dem Weg nach Deutschland befindet, wird er in Uganda festgenommen und im Januar 1971 an den Sudan ausgeliefert. Hier wird er wegen seiner Aktivitäten als Söldner zum Tode verurteilt. Der Sonderbeauftragte der Bundesregierung Hans-Jürgen Wischnewski erreicht in Verhandlungen die Zusage, dass Rolf Steiner in die Bundesrepublik Deutschland ausgeliefert wird.
Ende Februar 1972 kommt es bei Verhandlungen in Addis Abeba zur Versöhnung der verfeindeten Parteien, die sich zum sudanesischen Einheitsstaat und zu einer regionalen Autonomie der drei Südprovinzen bekennen. Die bisherige Rebellenarmee Südsudans wird in die reguläre Armee Sudans übernommen.

## Produktion und Veröffentlichung
Der Film ist angereichert mit vielen Dokumentarfilmaufnahmen von den Einsatzorten Rolf Steiners, auf denen er auch häufig selbst zu sehen ist. Größere Filmabschnitte dienen dazu, die Verbindungen von Politikern, Vereinen, kirchlichen Würdenträgern, Privatpersonen und Geheimdiensten mit den Aktivitäten Steiners aufzudecken.
In einer öffentlichen Veranstaltung im Berliner Café Sibylle am 27. März 2019, während der auch Immer wenn der Steiner kam gezeigt wurde, beantwortete der Regisseur und Autor Walter Heynowski die Fragen der anwesenden Zuschauer. Herr Heynowski zitierte aus einigen im Bundesarchiv eingelagerten Dokumenten.